# 楼蘭博物館
楼蘭博物館（ろうらんはくぶつかん、中国語: 楼兰博物馆、英語: Loulan Museum）は中国新疆ウイグル自治区の東南部、チャルクリク県（若羌県）にある博物館で、近くの楼蘭故城、ミーラン遺跡、小河墓地などの出土文物を展示している。
楼蘭博物館は、2011年5月3日に正式開館し、建築面積は4,688平方メートルである。これまでこの地域で発掘された「楼蘭の美女」なども、現在はここと他二博物館（新疆ウイグル自治区博物館と旅順博物館）に展示されている。

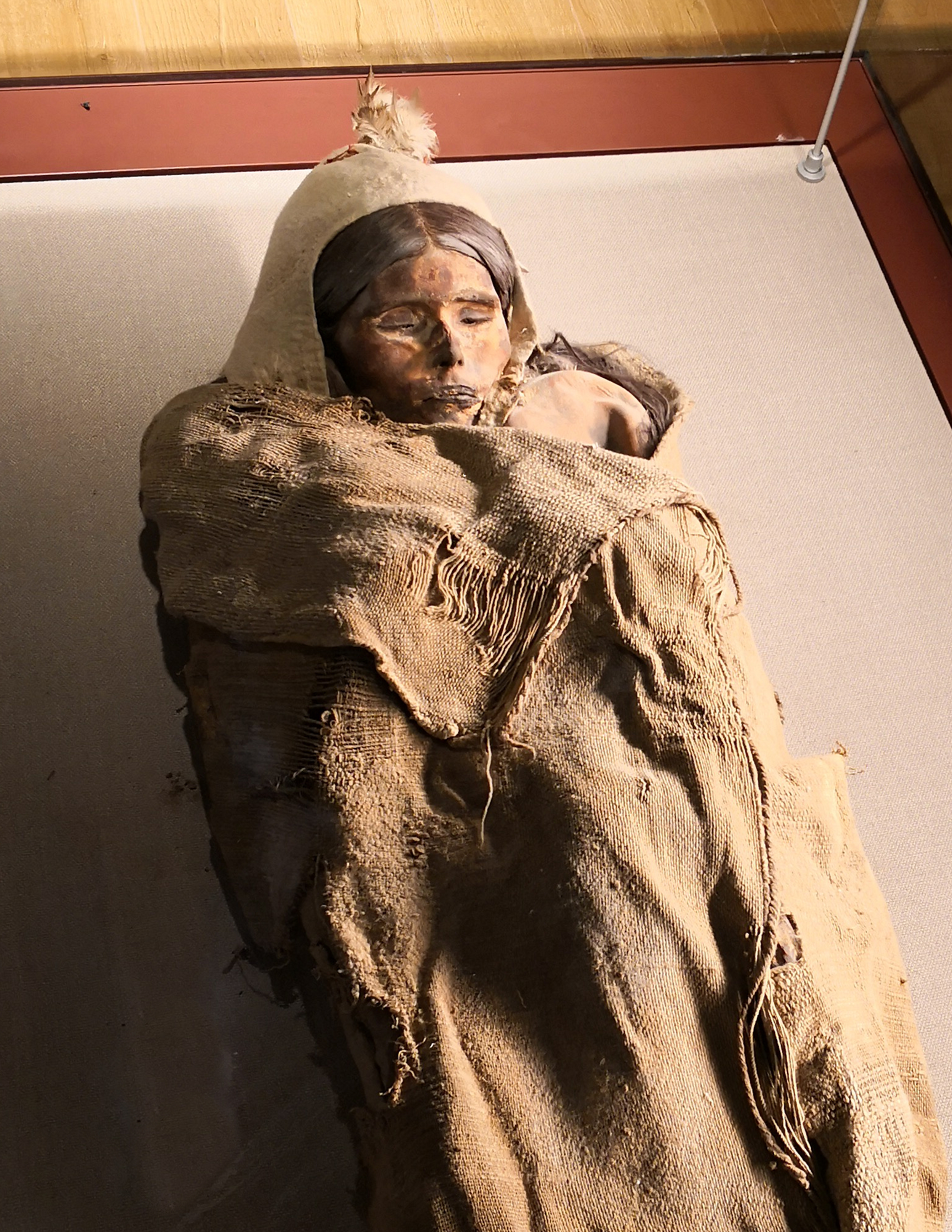
「楼蘭の美女」（2004年出土）

## 交通
- 空路：チャルクリク楼蘭飛行場（英語版）
- 鉄道：和若線チャルクリク駅（zh:若羌站）
- 鉄道：格庫線チャルクリク駅
- 道路：G218国道（南北）
- 道路：G315国道（東西）